# جوش مايرز
جوش مايرز (بالإنجليزية: Josh Meyers)‏ هو ممثل أمريكي، ولد في 8 يناير 1976 في الولايات المتحدة.

## أعمال

### أفلام
- (2006) فيلم موعد[5]

### مسلسلات
- عرض السبعينات ذاك

## وصلات خارجية
- جوش مايرز على موقع IMDb (الإنجليزية)
- جوش مايرز على موقع ألو سيني (الفرنسية)
- جوش مايرز على موقع أول موفي (الإنجليزية)
- جوش مايرز على موقع قاعدة بيانات الأفلام السويدية (السويدية)
- جوش مايرز على موقع إن إن دي بي (الإنجليزية)
- جوش مايرز على موقع قاعدة بيانات الفيلم (الإنجليزية)
- جوش مايرز على موقع كينوبويسك (الروسية)